# 탁발월
탁발월(拓跋越)은 삭두부(索頭部) 선비의 수령이다. 탁발루의 아들이다. 북위 도무제에 의해 안황제(安皇帝)로 추존되었다.